# Сухопътна война
Сухопътната война е термин използван за описание на военни операции, които се провеждат предимно на повърхността на планетата.
Сухопътната война се характеризира с използването на голям брой войници, използващи разнообразен набор от бойни умения, методи, оръжейни системи и оборудване, провеждани на различни терени и атмосферни условия. Сухопътните войни, по силата на това, че се водят в защита на градските и селските райони на населението, са широко изучавани и са в центъра на планирането на националните отбранителни политики и финансови съображения.
Сухопътната война в историята претърпява няколко различни прехода от голяма концентрация на основно нетренирано и нередовно въоръжено население, използвано при челни нападения, до сегашното използване на концепции за комбинирано въоръжение с високо обучени редовни войски, използващи голямо разнообразие от организационни, оръжейни и информационни системи и използвайки различни стратегически, оперативни и тактически доктрини.
След Втората световна война сухопътната война до голяма степен включва три отделни типа бойни единици: пехота, броня и артилерия.